# Paussotropus
Paussotropus is een geslacht van kevers uit de familie van de loopkevers (Carabidae). De wetenschappelijke naam van het geslacht is voor het eerst geldig gepubliceerd in 1877 door George Robert Waterhouse.

## Soorten
Het geslacht Paussotropus is monotypisch en omvat slechts de volgende soort:
- Paussotropus cylindricum (Chaudoir, 1862)